# Kardinalrot
Kardinalrot ist ein roter Farbton.
Die Vogelfamilie der Kardinäle ist nach ihm benannt, ebenso die American-Football-Mannschaften Arizona Cardinals und Stanford Cardinal, sowie die Baseball-Mannschaft St. Louis Cardinals.